# 에민 마흐무도프
에민 재브라이을 오글루 마흐무도프(아제르바이잔어: Emin Cəbrayıl oğlu Mahmudov, 러시아어: Эми́н Джабраи́л оглы́ Махму́дов, 1992년 4월 27일 ~ )는 아제르바이잔의 프로 축구 선수로, 아제르바이잔 프리미어리그 클럽 네프치와 아제르바이잔 국가대표팀에서 미드필더와 주장으로 활약하고 있다. 그는 2021년과 2022년 아제르바이잔 올해의 선수로 선정되었다.

## 구단 경력

### 사투른 라멘스코예
마흐무도프는 1992년 아제르바이잔 사틀리에서 태어났다. 어린 시절 가족과 함께 러시아로 이주한 그는 사투른 라멘스코예 유소년 아카데미에서 축구를 시작했다. 2010년 시즌에는 시니어 팀의 선수가 되었다. 마흐무도프는 2010년 4월 24일, 디나모 모스크바와의 경기에서 17세의 나이로 러시아 프리미어리그에 데뷔했다. 11월 20일, 안지와의 경기에서 시니어 레벨 첫 골을 넣었다. 마흐무도프는 프리미어리그 첫 시즌 동안 총 22경기에 출전했다.

### 스파르타크 모스크바
사투른이 해체된 후 마흐무도프는 2011년 1월 15일, 스파르타크 모스크바와 자유계약선수로 장기 계약을 체결했다. 그는 2011-12년 시즌 첫 경기에서 로스토프를 상대로 90분을 뛰었다. 마흐무도프는 스파르타크에서 시즌 동안 총 12경기에 출전했지만 성공적인 선발 출전에도 불구하고 주전 선수가 되지 못했다. 2012년부터 2014년까지 세 시즌 동안 마흐무도프는 프리미어리그 팀 톰 톰스크와 크릴리야 소베토프에서 임대로 뛰었으며 스파르타크의 예비팀에서도 뛰었다.

### 크릴리야 소베토프
1년 임대 후, 크릴리야 소베토프는 2014년 1월 31일, 스파르타크로부터 25만 유로에 마흐무도프를 영입했다. 같은 시즌 크릴리야는 프리미어리그에서 강등되었다. 하지만 2014-15년 시즌 크릴리야 소베토프는 러시아 퍼스트 리그의 챔피언이 되었고 다시 프리미어리그로 승격했다. 그는 2014년 9월에 입은 다리 부상 골절로 인해 그 시즌 대부분을 결장했다.
마흐무도프는 2015년 8월 9일, 전 소속팀 스파르타크 모스크바와의 경기에서 러시아 프리미어리그에 복귀했다. 8월 31일, 그는 2015-16년 시즌이 끝날 때까지 모르도비야 사란스크에서 임대로 뛸 것이라고 발표되었다. 마흐무도프는 9월 20일, 모르도비야에서 데뷔했으며 곧 주전 선수단의 정규 멤버 중 한 명이 되었다.

### 보아비스타
2016년 7월 21일, 마흐무도프는 보아비스타와 2년 계약을 체결했다. 마흐무도프는 2016년 11월 26일, 스포르팅과의 프리메이라리가 경기에서 보아비스타 소속으로 데뷔했다. 2016년 12월 23일, 마흐무도프는 나시오날과의 프리메이라리가 원정 경기에서 클럽 소속으로 첫 골을 넣었다.

### 네프치
2017년 9월 18일, 네프치는 2017-18년 시즌이 끝날 때까지 마흐무도프와 계약했다. 2017년 9월 24일, 가발라와의 경기에서 네프치 소속으로 아제르바이잔 프리미어리그 데뷔 전을 치렀다. 2017년 11월 19일, 게벨레와의 아제르바이잔 프리미어리그 경기에서 네프치의 첫 골을 넣었다. 2018년 6월 17일, 마흐무도프는 2019-20년 시즌이 끝날 때까지 네프치와 새로운 계약을 맺었다. 2019년 여름, 루슬란 아비쇼프가 떠난 후, 그는 클럽의 새로운 주장이 되었다.
두 시즌 연속 2위로 리그를 마감한 마흐무도프는 2020-21년 시즌 아제르바이잔 프리미어리그에서 네프치의 우승에 크게 기여했다. 네프치와 대표팀에서의 활약으로 인해 2021년 말 투표에서 아제르바이잔 올해의 선수로 선정되었다.

## 국가대표팀 경력
아제르바이잔과 러시아의 이중 국적자로서 에민은 두 나라를 대표할 자격이 있었다. 마흐무도프는 2007년까지 아제르바이잔 청소년 국가대표팀에서 뛰었고, 2014년까지 모든 러시아 청소년 국가대표팀에서 뛰었다. 마흐무도프는 2012년과 2013년에 러시아 U-21 국가대표팀에서 두 차례 CIS컵 챔피언에 올랐다.
마흐무도프는 2016년에 아제르바이잔 국가대표팀에서 뛰기로 결정했다. 그는 2018년 FIFA 월드컵 예선에서 산마리노를 상대로 1-0으로 승리하며 데뷔 전을 치렀다.
2021년 마흐무도프는 2022년 FIFA 월드컵 예선 토너먼트의 일환으로 단일 연도에 7골, 단일 예선 이벤트에 4골을 넣은 최초의 선수가 되어 국가대표팀에서 여러 신기록을 세웠다.
현재 13골로 국가대표팀 역사상 두 번째로 많은 골을 넣은 선수이다.